# Vaulx-en-Velin
 Vaulx-en-Velin  es una ciudad y comuna francesa situada en la Metrópoli de Lyon, de la región de Auvernia-Ródano-Alpes. Pertenece a la aglomeración urbana de Lyon. Con una población de 40.000 habitantes, es uno de los municipios que forman el Gran Lyon (con 1.300.000 habitantes). Sus habitantes son conocidos como vaudais.

## Historia
El área donde se encuentra la comuna de Vaulx-en-Velin estuvo habitada desde tiempos prehistóricos, y su el territorio de Vaulx-en-Velin fue experimentando un crecimiento significativo en la época galo-romana, como lo demuestran los restos encontrados en el lugar. La ciudad en sí fue fundada en el siglo XII, y luego pasó a depender del señorío de Montluel. A través de los siglos ha sufrido muchos ataques, pero ha logrado crecer demográficamente y económicamente en contacto con la vecina ciudad de Lyon.
Hoy Vaulx-en-Velin atrae con su actividades culturales que atraen a todas las edades y aporta un increíble dinamismo a la ciudad. El Gran Parque Miribel-Jonage, el Parque de la Rize, el Canal de Jonage y el Ródano o el hipódromo hacen de la comuna, la más verde en comparación con el resto de la aglomeración de Lyon, al tener más del 50% de su territorio de un patrimonio natural.
Por otro lado, Vaulx-en-Velin ha visto transformada su imagen en los últimos años gracias a la calidad de sus eventos e instalaciones culturales que contribuyen a la mejora de la reputación de la ciudad. Algunas de estas propuestas son el Festival de Jazz, el Planetario, el Festival de cortometrajes franceses, el Mini World Lyon y el centro comercial Carré de Soie.

## Demografía
| 762 | 961 | 986 | 1 045 | 1 125 | 1 170 | 1 182 | 1 233 | 1 287 | 1 263 | 1 340 | 1 260 | 1 238 | 1 245 | 1 258 | 1 251 | 1 270 | 1 314 | 1 251 | 1 235 | 1 315 | 1 588 | 3 745 | 8 124 | 7 386 | 7 821 | 9 630 | 12 118 | 20 726 | 37 866 | 44 160 | 44 174 | 39 154 | 40 626 | 44 087 |
| Para los censos de 1962 a 1999 la población legal corresponde a la población sin duplicidades (Fuente: INSEE [Consultar]) |     |     |       |       |       |       |       |       |       |       |       |       |       |       |       |       |       |       |       |       |       |       |       |       |       |       |        |        |        |        |        |        |        |        |

## Economía
La ciudad tiene una de las tasas de renta per cápita más bajas de Francia y una alta tasa de desempleo. La posición geográfica entre el centro de Lyon y el aeropuerto y la alta calidad de su espacio natural crean oportunidades para el desarrollo futuro de Vaulx-en-Velin. Hoy, la regeneración ^ de Vaulx-en-Velin incluye la reestructuración completa del centro de la ciudad junto con la regeneración urbana de varios barrios, con una combinación de participación comunitaria y gestión de barrios.
Un tercio de la población vive por debajo del umbral de la pobreza.

## Transporte
- Línea A del Metro de Lyon
- Línea T3 de Tranvía de Lyon
- Varias líneas de autobuses de la compañía Transports en commun lyonnais
- Rhônexpress que conecta Lyon con el aeropuerto